# Grégoire Choniadès
Grégoire Choniadès (ou Chioniadès) est un savant byzantin et un évêque de la fin du XIIIe et au début du XIVe siècle. Après avoir passé quelque temps en Perse, il rapporte plusieurs travaux sur l’astronomie perse et arabe. Chioniadès est célèbre pour avoir introduit à Byzance les acquis de l'astronomie persane et arabe grâce à ses traductions.

## Biographie
Les informations à son sujet viennent de l'astronome Georges Chrysococcès, qui publia en 1346 à Constantinople une Περσική Σύνταξις, et d'autre part de seize lettres de Choniadès lui-même (dont quatre à Constantin Loukitès) qui ont été conservées.

Ayant passé sa jeunesse à Constantinople, où il étudia la médecine, il voulut apprendre la langue perse et se perfectionner en mathématiques, en astronomie et dans d'autres sciences. Cependant, l'astronomie était bien déchue à l'époque dans l'Empire byzantin. Tandis que le brillant centre intellectuel de Maragha, en Perse, avec son observatoire fondé en 1259 par Houlagou Khan, avait acquis une grande réputation. Choniadès décida donc de s'y rendre en passant par Trébizonde. Il s’arrête longtemps à la cour du Grand Commène à Trébizonde en 1294 (apparemment Jean II, d'après la chronologie, mais ensuite aussi Alexis II) qui l’appuie. Jean II lui donne une subvention importante pour continuer son voyage vers l’Empire perse. Dès son arrivée à destination, Chioniadès est reçu à la cour et il étudie les sciences persanes. Toutefois, les Perses ne veulent pas lui enseigner l’astronomie, car ils croient que Chioniadès veut cette information dans le but de la partager avec les Romains et que ceux-ci s’en servent contre le royaume perse. Chioniadès est conscient de cette méfiance et il décide de rendre de nombreux services au roi dans le but de gagner les faveurs de l'Ilkhan. Par la suite, en plus de devenir une célébrité en Perse, il obtient la permission d’étudier l’astronomie.
À Tabriz, où il semble avoir séjourné vers 1295, il reçoit notamment l'enseignement du savant Shams al-Din al-Boukhari, ancien disciple du célèbre Nasir ad-Din at-Tusi. Il devient plus familier avec la langue arabe. Cela se voit en 1296 lorsqu’il produit un texte en grec qui reprend les règles de la version arabe des tables de al-Khazini Sanjari et celle des tables perses Il-khani de al-Tusi. Il revient à Trébizonde entre 1299 ou 1300, puis à Constantinople, entre 1301 et 1302, porteur de plusieurs textes de mathématiques et d'astronomie qu'il traduit du persan en grec. Le plus important des textes qu’il a traduits est le Procheiros Syntaxis. Il compile des tables astronomiques et il traduit les textes de son maître Perse Shams al-Din al-Buhari. Chioniadès a probablement fondé une école à Trébizonde et l’autre à Constantinople pour l’étude de l’astronomie et de la médecine. À son retour, il devient professeur de Médecine. Cependant, il est accusé d'impiété et de superstitions astrologiques parce qu’il a passé trop de temps dans l’Empire perse. Il se disculpe dans une profession de foi adressée au patriarche de Constantinople. Après avoir prouvé sa foi catholique, le patriarche de Constantinople le nomme évêque de l’Église orthodoxe à Tabriz en 1302. Georges Chioniadès prend le prénom de Grégoire lorsqu’il est nommé évêque. Au moment de quitter Constantinople pour se rendre au diocèse de Tabriz, il laisse une partie de sa bibliothèque sur place pour que ses élèves puissent s’en servir. Il démissionne de son poste d’évêque vers 1315 et il passe la fin de sa vie comme moine à Trébizonde. Chioniadès meurt probablement à cet endroit, car plusieurs livres qui lui appartiennent sont récupérés par Loukitès après sa mort.

## Les correspondances

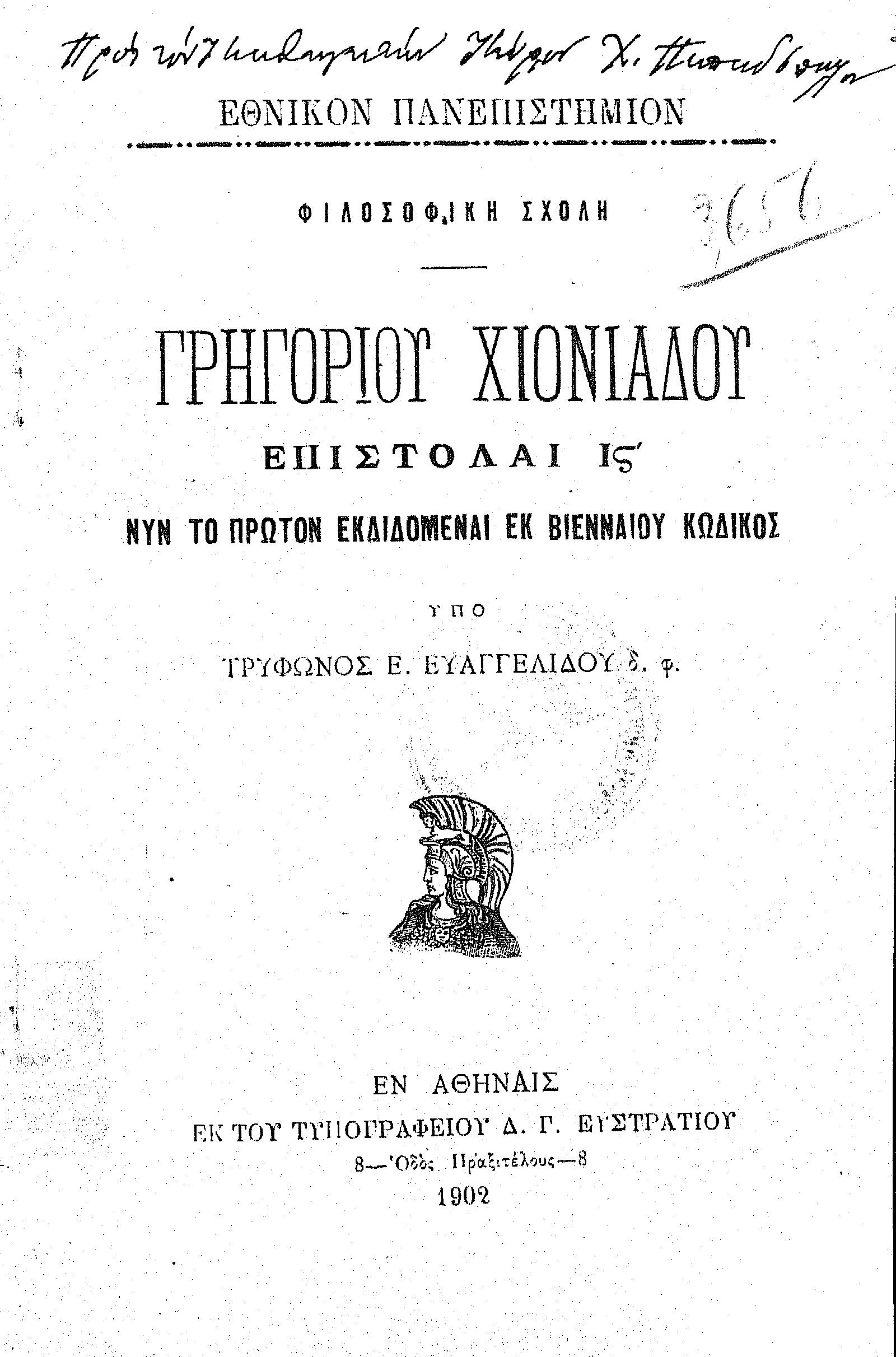

La correspondance de Chioniadès permet de mieux retracer sa vie et les facettes qui la composent. La lettre 4 qui s’adresse à Constantin Loukitès a été écrite à Constantinople. Celle-ci parle de plusieurs étudiants qui ont décidé de suivre un cours avec Loukitès à la suite de la recommandation de Chioniadès.
La lettre 5 s’adresse à l’empereur Alexis II. Dans cette lettre, Chioniadès demande le droit de passage sur le territoire de Trébizonde pour se rendre à son diocèse à Tabriz et il promet de rendre des services en échange de cette permission. Ainsi on apprend qu’il est un évêque nommé par l’empereur Andronic II Paléologue et le synode qui lui donne pour mission la gestion des chrétiens et des futurs fidèles à Tabriz.
Selon ces lettres, il ne se déplace pas beaucoup après avoir atteint Tabriz à cause du danger du voyage, sa santé et la vieillesse. De plus, il a probablement des problèmes d’argent, puisqu’il demande à Loukitès de l’aider financièrement.

## Les traductions
Choniadès traduit en grec des tables astronomiques persanes, notamment les Tables ilkhaniennes de Nasir ad-Din at-Tusi, les Tables sinjariques d'al-Khazini, un astronome de Merv d'origine byzantine (flor. 1115-1130), et aussi les tables et commentaires de son maître Shams al-Boukhari. Il produit notamment la base du Procheiros Syntaxis. Il écrit même une petite introduction à l’astronomie qui se nomme The Schemata of the Stars. L’introduction de Chioniadès à l’astronomie contient des modèles de diagramme qui s’appuieNT sur le théorème de La Hire. Ce théorème aide à préciser les théories sur la cosmologie byzantine. Elle introduit de nouveaux aspects du modèle lunaire et une trajectoire elliptique pour le centre de l’épicycle de Mercure. D’ailleurs, Nicolas Copernic utilise cette théorie dans son travail sur l’héliocentrisme. Il est sans doute l'un des inspirateurs de la renaissance de l'astronomie à Constantinople sous Andronic II (Manuel Bryennios, Théodore Métochite, Nicéphore Grégoras). Il est la source des travaux astronomiques de Georges Chrysococcès et surtout de Théodore Méliténiotès. Cette nouvelle théorie peut se voir à Chypre vers 1347 et à Rhodes vers 1393 dans des traités. L’astrologie qui est un des aspects de l’astronomie intègre les traductions arabes dans les théories comme le démontrent les travaux de Jean Abramios. Très souvent, les nouvelles théories étrangères sont directement intégrées dans un texte byzantin avec un nom d’auteur byzantin qui laisse croire qu’il y a une assimilation du savoir. Il n’est pas simplement une traduction. 
Chioniadès a un grand intérêt pour aller étudier à Tabriz. En effet, grâce à l’implication des princes mongols par la création d’institutions, Tabriz devient un centre scientifique important. Tous les grands penseurs orientaux viennent dans cette ville. 
L’astronomie byzantine se base sur celle de Ptolémée et ils utilisent l’Almageste et les tables. Toutefois, les Byzantins savent que les tables ne sont pas à jour. Cependant, les empereurs n’encouragent pas la recherche scientifique qui aurait pu régler la situation. De plus, aucun Byzantin n'est spécialisé en astronomie ce qui rend la tâche impossible. Les tables arabes, perses et d’autres régions sont introduites dans l’astronomie byzantine après avoir été traduites et elles viennent résoudre les lacunes qu’il y avait auparavant. Le développement de ce domaine s’arrête abruptement durant le siège de Constantinople en 1204 et plusieurs savoirs ont été perdus. Durant la période de Nicée, les Byzantins se préoccupèrent de sauver les manuscrits scientifiques grecs. C’est probablement pour cette raison qu’aucun manuscrit arabe ou étranger ne survit après cette période. Lorsque l’empire latin se termine, à la fin du 13e siècle plusieurs travaux provenant des Arabes et des Perses sont traduits et les Byzantins recommencent à développer ce domaine. Byzance fait preuve d’une grande ouverture scientifique ce qui explique l’intégration de nouvelles idées. L’astronomie byzantine est essentiellement composée de mathématique à l’époque paléologue. Donc l’introduction d’ouvrage persan apporte une nouvelle perspective de l’astronomie qui est fondée sur l’observation. D’ailleurs, ce nouveau savoir a un grand impact sur des travaux futurs. 
Deux courants se forment à la suite de l’introduction des sciences persanes. D’un côté, il y a ceux qui défendent la science byzantine traditionnelle et ils défendent le maintien de l’astronomie de Ptolémée. De l’autre côté, il y a des personnes qui diffusent l’astronomie persane. Ce dernier courant prend de l’ampleur durant le XIVe et le XVe siècle avec la diffusion de l’astronomie helléniste et celle de l’Occident.
La réception de ces traductions a été mitigée. L’arrivée d’une perspective étrangère dans la science vient bousculer la conception des Byzantins sur la science grecque. De plus, leur méfiance envers le monde musulman les empêche d’accepter pleinement ces nouvelles théories. Toutefois, lorsqu’ils s’aperçoivent de la cohérence de ces théories, les Byzantins vont l’accepter et l’intégrer.

## La profession de foi
La profession de foi démontre la facilité à cette époque de se convertir d’une religion à une autre. C’est une déclaration ouverte de sa foi en public. Le but est d’affirmer son appartenance à la religion catholique. Par la suite, l’Église détermine si cette personne est vraiment catholique selon la capacité de l’individu de convaincre les autres de sa foi. Chioniadès fait une profession de foi et accepte de se soumettre à l’autorité du patriarche pour enlever les soupçons d’hétérodoxie à la suite de son séjour chez les Perses. Il se peut aussi que la profession soit un moyen de poser sa candidature pour l’épiscopat de Tabriz. Il déclare dans sa profession que tous ceux qui n’acceptent pas les sept conciles œcuméniques doivent être excommuniés. Il ajoute que si la pensée de se convertir à une autre religion lui venait à l’esprit, il subirait le même châtiment que Judas.
Avant la conversion à l’Islam de la région de Tabriz, Chioniadès est envoyé comme évêque après l’acceptation de sa profession de foi. Cela est dans le but d’établir une connexion pour éventuellement former une alliance avec Ghazan Khan durant l’été 1302. La dynastie des Ilkhans se convertit à l’Islam en 1304. Cette situation alarmante maintient Chioniadès au diocèse de Tabriz afin de le sauver de l’Islam.
Tabriz est une ville importante pour Byzance. En plus, d’être un centre scientifique notoire, il est important pour la route du commerce. Trébizonde profite beaucoup de ces échanges. De plus, il est un lien avec le monde musulman et l’empire chrétien, parce que des évêques peuvent être nommés à Tabriz pour gérer le diocèse.
Entre 1204 et 1453, plusieurs évènements provoquent une crise spirituelle dans l’Empire byzantin. Selon les croyances byzantines, Dieu était censé protéger l’empire, mais les nombreux évènements comme les catastrophes naturelles et les villes qui tombent sous l’emprise des Turcs provoquent des interrogations religieuses. Plusieurs endroits décident d’abandonner le christianisme pour l’Islam. De plus, les changements apportés dans l’astronomie à la suite des traductions de plusieurs textes arabes participent à bouleverser le sentiment chrétien.
À cette époque, l’évêque a pour responsabilité d’instruire le peuple et de préserver sa foi chrétienne. De plus, il doit gérer tous les biens de sa région, diriger le clergé et agir comme un juge. Il est soutenu par son synode provincial.

## Édition des textes
- (en) David Pingree (dir.), The Astronomical Works of Gregory Choniades I, Corpus des Astronomes Byzantins, Amsterdam, 1985.